# Farges
Farges település Franciaországban, Ain megyében. Lakosainak száma 1065 fő (2022. január 1.). Farges Chézery-Forens, Collonges, Confort, Péron és Pougny községekkel határos.

## Népesség
A település népességének változása:
| Lakosok száma | 415  | 480  | 559  | 795  | 946  | 999  | 1038 | 1048 | 1053 | 1065 |
|               | 1968 | 1982 | 1990 | 2006 | 2013 | 2015 | 2017 | 2019 | 2020 | 2022 |